# Titulair bisdom Iubaltiana
Iubaltiana was een stad in de Romeinse provincie Africa en is tegenwoordig de naam van een titulair bisdom in de Rooms-Katholieke Kerk.

## Titulair bisschoppen van Iubaltiana
- Francisco Juan Vénnera (1966-1970)
- Manfred Müller (1972-1982), later bisschop van Regensburg
- Karl-Josef Rauber (1982-2015), apostolische nuntius in België en Luxemburg
- Luis Manuel Alí Herrera (vanaf 2015), hulpbisschop van Bogotá (Colombia)